# Акадыр (Акмолинская область)
Акадыр (каз. Ақадыр, до 2006 г. — Водопьяновка) — аул в Зерендинском районе Акмолинской области Казахстана. Входит в состав Чаглинского сельского округа. Код КАТО — 115659300.

## География
Аул расположен на центре района, в 30 км на северо-восток от центра района села Зеренда, в 15 км на восток от центра сельского округа села Шагалалы.

### Улицы[3]
- ул. Атамекен,
- ул. Бирлик,
- ул. Болашак,
- ул. Достык,
- ул. Жастар.

### Ближайшие населённые пункты
- аул Ескенежал в 8 км на юге,
- село Заречное в 10 км на северо-западе,
- село Уялы в 13 км на юго-востоке,
- город Кокшетау в 13 км на севере,
- село Шагалалы в 15 км на западе.

## Население
В 1989 году население аула составляло 310 человек (из них немцев 44%, русских 22%).
В 1999 году население аула составляло 379 человек (194 мужчины и 185 женщин). По данным переписи 2009 года, в ауле проживало 475 человек (248 мужчин и 227 женщин).
| Численность населения | Численность населения | Численность населения |
| 1989                  | 1999                  | 2009                  |
| --------------------- | --------------------- | --------------------- |
| 310                   | ↗379                  | ↗475                  |
| 2020                  |                       |                       |
| ↗510                  |                       |                       |